# Urais kyrka
Urais kyrka (finska: Uuraisten kirkko) är en korskyrka av trä i Urais församling i mellersta Finland. Kyrkan blev klar 1905. Kyrkan planerades av byggmästaren J. Wigren och i byggskedet deltog också arkitekt Yrjö Blomstedt. 
En tidigare korskyrka fanns på samma plats. Den stod klar 1803. Kyrkan har ett synligt läge på en skogsbacke norr om kyrkbyn. Kyrkan har avfasat tak och en åttakantig lanternin i mitten av korset. Den fristående klockstapeln ritada av arkitekten Alfred Cavén  och byggded av kyrkobyggaren Juho Jaakko Kuorikoski. 
Arkitekt Blomstedt har påverkat arkitekturen med nationalromantiska detaljer och ornament. Kyrkan beräknas ha mer än tusen hjärtformade träsnitt, varför kyrkan kallas för ”Det öppna hjärtss kyrka”.  Den senaste renoveringen planerades av arkitekten Tuija Ilves.